# Fossilcalcar
Fossilcalcar – wymarły rodzaj pająków z podrzędu Mesothelae, jedyny z monotypowej rodziny Fossilcalcaridae. Obejmuje tylko jeden opisany gatunek, Fossilcalcar praeteritus. Żył w kredzie na terenie współczesnej Mjanmy.

## Taksonomia
Rodzaj i gatunek typowy opisane został w 2015 roku przez Jörga Wunderlicha na łamach „Beiträge zur Araneologie”. Opisu dokonano na podstawie datowanej na cenoman inkluzji w bursztynie birmańskim. Wunderlich umieścił rodzaj w monotypowej rodzinie Fossilcalcaridae w obrębie infrarzędu ptaszników. W skład Avicularioidea Fossilcalcaridae zaliczone zostały w publikacji Ivana L.F. Magalhãesa i współpracowników z 2020 roku.

## Morfologia
Jedynym znanym okazem jest samiec o ciele długości 6,7 mm przy prosomie długości 3,4 mm i szerokości 3,2 mm oraz opistosomie (odwłoku) długości około 3,6 mm i szerokości 2,2 mm. Ubarwienie miał ciemnobrązowe z nieobrączkowanymi odnóżami i ciemnoszarą opistosomą. Niewiele dłuższy niż szeroki karapaks miał krótkie owłosienie, niewniesioną część głowową oraz jamkę w postaci okrągłego wcisku. Nadustek był niski. Szczękoczułki miały niewielkich rozmiarów człony nasadowe i pozbawione były rastellum. Dość szczupłe odnóża miały liczne, cienkie szczecinki i pozbawione nibyczłonowania stopy. Kolejność par odnóży od najdłuższej do najkrótszej to: IV, I, II, III. Pierwsza para miała w przednio-wierzchołkowych częściach goleni dwuczęściowe struktury chwytne. Dwie pierwsze pary miały gęste skopule na nadstopiach i stopach. Wszystkie stopy miały grzbietowo-wierzchołkowe pędzelki włosków, słabo rozwinięte przypazurkowe kępki włosków, smukłe pazurki parzyste z długimi ząbkami w pojedynczym szeregu, a przypuszczalnie także pazurek nieparzysty. Nie stwierdzono obecności grzebieni przędnych ani trichobotrii maczugowatych. Owalna, krótko owłosiona opistosoma nie miała skutum. Kądziołki przędne przypuszczalnie występowały w liczbie dwóch par. Nogogłaszczki samca miały smukłe udo, szczupłą rzepkę, długą goleń z mocną, zakrzywioną, zębowatą, spiczasto zakończoną ostrogą tylno-boczną, mały bulbus oraz niewielkie, pozbawione szczecinek cymbium. Konduktor przypuszczalnie nie występował.